# Lasaeidae
Lasaeidae zijn een familie van tweekleppigen uit de superorde Imparidentia.

## Geslachten
- Aligena H. C. Lea, 1843
- Amerycina Chavan, 1969
- Arculus Monterosato, 1909
- Arthritica Finlay, 1926
- Boreacola F. R. Bernard, 1979
- Borniola Iredale, 1924
- Byssobornia Iredale, 1936
- Ceratobornia Dall, 1899
- Diarmaidia Valentich-Scott, 2012
- Diplodontina Stempell, 1899
- Erycina Lamarck, 1805
- Hemilepton Cossmann, 1911
- Hitia Dall, Bartsch & Rehder, 1938
- Lasaea Brown, 1827
- Lepton Turton, 1822
- Lozouetia Cosel, 1995
- Melliteryx Iredale, 1924
- Myllita d'Orbigny & Récluz, 1850
- Myllitella Finlay, 1926
- Neaeromya Gabb, 1873
- Orobitella Dall, 1900
- Parabornia Boss, 1965
- Paraborniola Habe, 1958
- Platomysia Habe, 1951
- Pristes Carpenter, 1864
- Pythinella Dall, 1899
- Raetella Dall, 1898
- Rhamphidonta F. R. Bernard, 1975
- Rochefortia Vélain, 1877
- Salpocola Lützen, Kosuge & Jespersen, 2008
- Scacchia Philippi, 1844
- Semeloidea Bartrum & Powell, 1928 †
- Semierycina Monterosato in Cossmann, 1911
- Squillaconcha Kuroda & Habe, 1971
- Tellimya  T. Brown, 1827

## Soorten in West-Europa
In West-Europa komen onder andere de volgende soorten voor:
- Korstmosschelp (Lasaea adansoni)
- Stippelschelp (Lepton squamosum)
- Zeekomkommerschelpje (Devonia perrieri)
- Witte muntschelp (Hemilepton nitidum)
- Pseudopythina macandrewi